# El deseo de vivir
El deseo de vivir es una película argentina estrenada en 1973, dirigida por Julio Saraceni. Protagonizada por Sandro, Elena Sedova, Norma Sebré, Miguel Bermúdez y Juan José Míguez en los papeles principales.

## Sinopsis
Sandro interpreta al Rolo Medina, un joven y reconocido deportista muy adinerado y atractivo que, pese a llevar una vida llena de lujos, placeres y bellas mujeres, siente que su vida no tiene sentido. Esa sensación cambiará bruscamente cuando azarosamente conozca a Laura (Elena Sedova), quien es la novia
de un prestigioso médico, el Dr. Mariano Fuentes (Juan José Míguez). El flechazo de Rolo y Laura es inmediato, y para el joven y adinerado deportista la vida parece haberle dado el deseo de vivir que tanto buscaba. Sin embargo, cuando la más completa felicidad parecía haber llegado para Rolo, un acontecimiento inesperado pondrá a prueba su nueva vida, además de hacerle ver un sentido y deseo de vivir que nunca antes había imaginado.

## Canciones
- Pequeña Mujer
- Carolina en mi piel
- Te espero bajo el sol
- El deseo de vivir
- No me dejes... No mi amor
- Diablo angelical
- Me juego entero por tu amor